# Eero Milonoff
Eero „Käkä” Milonoff (ur. 1 maja 1980 w Helsinkach) – fiński aktor, uhonorowany przez Szwedzki Instytut Filmowy nagrodą Guldbagge dla najlepszego aktora drugoplanowego za film Granica w 2019 roku.
Aktor jest synem mającego rosyjsko-szwedzko-niemieckie pochodzenie reżysera i aktora Pekki Milonoffa, bratem filmowca Tuomasa Milonoffa oraz aktora Juho Milonoffa.

## Kariera
Urodził się w Helsinkach 1 maja 1980 roku. W 2005 ukończył Akademię Teatralną w Helsinkach. W 1997 pojawił się w fińsko-szwedzkim filmie Lunastus w reżyserii Olli Saarela. W 2004 reżyser Reza Bagher powierzył mu rolę Johana w komedii Muzyka popularna z Vittuli. W 2005 zagrał Isukkiego w nagradzanym melodramacie Piękna i drań w reżyserii Dome Karukoskiego. W 2006 roku wystąpił w familijnym filmie Tajemnica wilka. Film wyreżyserował Raimo Olavi Niemi. W 2007 aktor zagrał jedna z głównych ról w filmie biograficznym Ganes w reżyserii Jukka-Pekka Siili. Fińska Fundacja Filmowa nominowała go za rolę Henry'ego „Remu” Aaltonena do nagrody Jussi dla najlepszego aktora w 2008 roku. W 2008 Karukoski zaangażował Milonoffa do roli Salmiego w dramacie obyczajowym Dom mrocznych motyli. Obraz uhonorowała Fińska Fundacja Filmowa, przyznając trzy nagrody Jussi: dla najlepszego reżysera, najlepszego aktora drugoplanowego oraz za najlepszy montaż. Film zdobył również nagrodę publiczności i był nominowany jeszcze w siedmiu innych kategoriach, m.in. dla najlepszego filmu. W kolejnych latach aktor wystąpił m.in. w następujących filmach: Przez płot (2009, reż. Hamy Ramezan), Pussikaljaelokuva (2011, reż. Ville Jankeri), Pewnego razu na północy (2012, reż. Jukka-Pekka Siili), Olli Mäki. Najszczęśliwszy dzień jego życia (2016, reż. Juho Kuosmanen), Granica (2018, reż. Ali Abbasi). Za rolę w Olli Mäki. Najszczęśliwszy dzień jego życia Milonoff otrzymał nominację do nagrody Jussi dla najlepszego aktora drugoplanowego w 2017 roku.